# Лобанов, Михаил Васильевич
Михаил Васильевич Лобанов (1902, Гдовский уезд, Санкт-Петербургская губерния — 1961) — советский инженер, директор Ленинградского военно-механического института (1945—1948).

## Биография
Родился 1902 г. в д. Кошалевка Осьминской волости Санкт-Петербургской губернии.
Член ВКП(б) с 1927 г.
В 1941 г. окончил Ленинградский институт точной механики и оптики (факультет точной механики). Защитил с оценкой « отлично» диплом на тему «Организация производства участка сборки репитеров гирокомпасов» (26.06.1941, научный руководитель — кандидат технических наук П. А. Ильин).
В 1941—1945 гг. служил в РККА, участник войны.
В 1945 г. директор Иркутского патронного завода 540.
С 1945 по 1948 г. директор Ленинградского военно-механического института.
С 1948 г. зам. министра вооружений СССР по кадрам.
Автор идей и изобретений, использованных при разработке приборов.
Награждён двумя орденами Трудового Красного Знамени.
Умер в 1961 г. Похоронен на Новодевичьем кладбище (8 участок).